# Taiwan Open 2016
Il Taiwan Open 2016 è stato un torneo di tennis giocato all'aperto sul cemento. È stata la 1ª edizione del Taiwan Open, che fa parte della categoria International nell'ambito del WTA Tour 2016. Si gioca allo Yangming Tennis Center di Kaohsiung, in Taiwan, dall'8 al 14 febbraio 2016.

## Partecipanti

### Teste di serie
| Giocatrice    | Nazionalità      | Ranking* | Testa di serie |
| ------------- | ---------------- | -------- | -------------- |
| Stati Uniti   | Venus Williams   | 12       | 1              |
| Giappone      | Misaki Doi       | 62       | 2              |
| Kazakistan    | Julija Putinceva | 64       | 3              |
| Kazakistan    | Zarina Dijas     | 69       | 4              |
| Cina          | Zheng Saisai     | 71       | 5              |
| Taipei cinese | Hsieh Su-wei     | 82       | 6              |
| Giappone      | Kurumi Nara      | 90       | 7              |
| Stati Uniti   | Alison Riske     | 92       | 8              |

* Ranking al 1º febbraio 2016.

### Altre partecipanti
Giocatrici che hanno ricevuto una wildcard per il tabellone principale:
- Hsu Ching-wen
- Lee Pei-chi
- Lee Ya-hsuan

Giocatrici passate dalle qualificazioni:

- Miyu Katō
- Ljudmyla Kičenok
- Ayaka Okuno
- Laura Pous Tió
- Sherazad Reix
- Zhang Yuxuan

Giocatrici entrate come lucky loser:
- Hiroko Kuwata
- Marina Melnikova

## Campionesse

### Singolare
Venus Williams ha sconfitto in finale  Misaki Doi con il punteggio di 6–4, 6–2.
- È il quarantanovesimo titolo in carriera per la Williams, il primo della stagione.

### Doppio
Chan Hao-ching /  Latisha Chan hanno sconfitto in finale  Eri Hozumi /  Miyu Katō per 6-4, 6-3.